# Gerrit Pesman
Gerrit Pesman (Schoonoord, 5 maart 1938 – Rijssen, 16 juli 2024) was een Nederlands voetballer en  voetbaltrainer.

## Leven en werk
Pesman voetbalde van 1959 tot 1969 in de eerste selectie van de voetbalclub Heracles Almelo. Hij speelde bijna 300 wedstrijden voor die club en zorgde in 1964 via een benutte penalty voor een uit-overwinning bij PSV. Nadien werd hij achtereenvolgens voetballer en voetbalcoach bij SVZW Wierden.
Pesman leed aan leverkanker en overleed in juli 2024 op 86-jarige leeftijd.

## Statistieken
| Seizoen | Club       | Land      | Competitie     | Wedstrijden | Goals |
| ------- | ---------- | --------- | -------------- | ----------- | ----- |
| 1956/57 | Zwartemeer | Nederland | Tweede divisie | –           | 4     |
| 1957/58 | Zwartemeer | Nederland | Tweede divisie | –           | 6     |
| 1958/59 | Zwartemeer | Nederland | Tweede divisie | –           | 1     |
| 1959/60 | Heracles   | Nederland | Eerste divisie | –           | 0     |
| 1960/61 | Heracles   | Nederland | Eerste divisie | –           | 2     |
| 1961/62 | Heracles   | Nederland | Eerste divisie | –           | 1     |
| 1962/63 | Heracles   | Nederland | Eredivisie     | 26          | 0     |
| 1963/64 | Heracles   | Nederland | Eredivisie     | 34          | 1     |
| 1964/65 | Heracles   | Nederland | Eredivisie     | 30          | 3     |
| 1965/66 | Heracles   | Nederland | Eredivisie     | 20          | 0     |
| 1966/67 | Heracles   | Nederland | Eerste divisie | –           | 0     |
| 1967/68 | Heracles   | Nederland | Eerste divisie | –           | 2     |
| 1968/69 | Heracles   | Nederland | Eerste divisie | –           | 5     |
|         |            |           | Totaal         | 110         | 25    |